# KBS 제3라디오
KBS 제3라디오(호출부호: HLKC, 별칭: 사랑의 소리방송)는 대한민국의 방송국 한국방송공사에서 운영·방송하는 라디오 채널이다. 장애인, 다문화 가정, 노인 등 소외 계층을 위한 복지 정보, 정책, 사회복지공동모금회 일상 정보 등을 방송한다. 1980년 말, 언론통폐합으로 동양방송을 흡수하여 운영한 같은 이름의 AM 라디오 채널과는 무관한 채널이며, 1995년 12월 20일 KBS 제1라디오 FM 방송의 부가 음성(SCA)으로 시작해, 2000년 1월 1일에 KBS 제2라디오의 AM 방송 1개를 편입, 별도의 AM 라디오 방송망을 구축하며 KBS 제3라디오라는 이름을 얻은 채널이다. 방송되는 프로그램 중 "내일은 푸른하늘"은 2000년 1월 1일 최초 개국과 함께 KBS 제1라디오에서 넘어온 프로그램이고, "소설극장"은 이 방송의 전신인 KBS 제1라디오 SCA 방송에서 방송된 프로그램 중 현재까지 이어져 온 프로그램이다.

## 특징
1995년 12월 20일에 제3라디오를 개국하였다. 광고방송(상업광고방송)은 송출 및 실시되지 않는다. KBS 제3라디오는 KBS 제1라디오, KBS 제1FM 및 KBS 한민족방송, KBS 월드라디오와 EBS FM, TBN FM까지 함께 광고방송(상업광고방송)이 전혀 송출 및 실시되지 않는 사항이 특징이다. 광고방송(상업광고방송)을 실시하지 않는 이유는 수신료로 운영을 하는 공익 채널의 목적임을 더욱 부각하기 위하여이다.

## 역사
장애인 전문 라디오 채널은 1993년 5월부터 추진되었으며, KBS와 서강대학교가 참여하였다. 일반인 공모를 통하여 "사랑의 소리방송"이라는 이름이 확정됐으며, 1995년 12월 20일에 KBS 제1라디오 표준FM 방송의 부가 음성(SCA, Subsidiary communications authority)으로 방송을 시작하였는데, 청취하려면 별도의 SCA용 수신기가 필요했다. 이 때문에 KBS는 별도의 모금을 통하여 전용 수신기를 무상 보급할 계획을 세웠다.
2000년에는 기존 KBS 제2라디오 AM 라디오 방송 중 수도권 603kHz와 대구경북권 558kHz를 제외한 모든 주파수를 편입하고, 2000년 1월 1일부터 KBS 제3라디오가 되어 AM 라디오 방송이 개국하였다. 그 중 광주와 강릉은 비아 송신소와 양양 송신소가 폐국되어 제3라디오를 릴레이하지 않으며, 표준FM으로 전환되지 않았다.
2010년 1월 1일에는 수도권 지역의 AM 방송을 개봉 송신소의 639kHz에서 화성 송신소의 1134kHz로 변경되면서 639kHz는 폐국되었다. 같은 해 4월 20일에는 639kHz 방송을 내보냈던 개봉 송신소가 폐국되었고, 그와 동시에 FM 104.9MHz로 수도권 지역의 표준FM 라디오 방송이 개국하였다. 단, 수도권에서 방송하는 표준FM으로는 드물게 모노로 송출하고, 2kW 출력으로 인가되었다.

## 방송 시간
|                            | 0 | 1 | 2 | 3 | 4 | 5 | 6 | 7 | 8 | 9 | 10 | 11 | 12 | 13 | 14 | 15 | 16 | 17 | 18 | 19 | 20 | 21 | 22 | 23 | 비고 |
| -------------------------- | - | - | - | - | - | - | - | - | - | - | -- | -- | -- | -- | -- | -- | -- | -- | -- | -- | -- | -- | -- | -- | ---- |
| 월요일                     | ● | ● | ● | ○ | ○ | ○ | ● | ● | ● | ● | ●  | ●  | ●  | ●  | ●  | ●  | ●  | ●  | ●  | ●  | ●  | ●  | ●  | ●  |      |
| 화요일                     | ● | ● | ● | ○ | ○ | ○ | ● | ● | ● | ● | ●  | ●  | ●  | ●  | ●  | ●  | ●  | ●  | ●  | ●  | ●  | ●  | ●  | ●  |      |
| 수요일                     | ● | ● | ● | ○ | ○ | ○ | ● | ● | ● | ● | ●  | ●  | ●  | ●  | ●  | ●  | ●  | ●  | ●  | ●  | ●  | ●  | ●  | ●  |      |
| 목요일                     | ● | ● | ● | ○ | ○ | ○ | ● | ● | ● | ● | ●  | ●  | ●  | ●  | ●  | ●  | ●  | ●  | ●  | ●  | ●  | ●  | ●  | ●  |      |
| 금요일                     | ● | ● | ● | ○ | ○ | ○ | ● | ● | ● | ● | ●  | ●  | ●  | ●  | ●  | ●  | ●  | ●  | ●  | ●  | ●  | ●  | ●  | ●  |      |
| 토요일                     | ● | ● | ● | ○ | ○ | ○ | ● | ● | ● | ● | ●  | ●  | ●  | ●  | ●  | ●  | ●  | ●  | ●  | ●  | ●  | ●  | ●  | ●  |      |
| 일요일                     | ● | ● | ● | ○ | ○ | ○ | ● | ● | ● | ● | ●  | ●  | ●  | ●  | ●  | ●  | ●  | ●  | ●  | ●  | ●  | ●  | ●  | ●  |      |
| ● 방송중, ○ 방송종료(정파) |   |   |   |   |   |   |   |   |   |   |    |    |    |    |    |    |    |    |    |    |    |    |    |    |      |

### 변천사
| 방송 채널   | 방송 기간                          | 방송 시작 시간 | 방송 종료 시간 | 비고        |
| ----------- | ---------------------------------- | -------------- | -------------- | ----------- |
| KBS 3라디오 | 2000년 1월 1일 ~ 2003년 2월 9일    | 06:00          | 03:00          | 21시간 방송 |
| KBS 3라디오 | 2003년 10월 20일 ~ 현재            | 06:00          | 03:00          | 21시간 방송 |
| KBS 3라디오 | 2003년 2월 10일 ~ 2003년 10월 19일 | 06:00          | 02:00          | 20시간 방송 |

## 방송 프로그램
2024년 9월 2일 기준
- 정시 뉴스 (낮 12시, 오후 2시)[9]
- 06:00《대한민국 인기가요》(00:00 재방송) (한민족 수중계) - 박노원 아나운서
- 07:00《KBS 오디오북-최고의 클립》(11:00, 20:00 재방송)
- 07:20《라디오 극장》(평일) (한민족 수중계) (11:20 재방송)
- 07:20《다큐멘터리 역사를 찾아서》(주말) (한민족 수중계) (11:20 재방송)
- 07:40《와이파이 삼국지》(20:40 재방송)
- 07:54《5분 여행기, 구석구석 코리아》(20:54 재방송) (한민족 수중계) - 송일봉 칼럼니스트
- 08:00《아름다운 우리가곡》(16:00 재방송)
- 08:05《건강 365》(16:05 재방송) - 이영호 아나운서
- 08:55《바른말 고운말》(1R 수중계) (평일, 16:55 재방송) - 변우영 아나운서
- 09:00《함께하는 세상 만들기》(22:00 재방송) - 김기만 아나운서
- 10:00《우리는 한가족》(평일 18:00, 23:00 재방송) - 국혜정 아나운서
- 10:00《심준구의 세상보기》(주말 18:00, 23:00 재방송) - 심준구
- 11:40《소설극장》(20:20 재방송)
- 12:05《강원래의 노래선물》(주말 12:00) - 강원래
- 13:00《내일은 푸른하늘》(19:00 재방송) - 장웅 아나운서
- 14:05《출발! 멋진 인생 이지연입니다》(주말 14:00) - 이지연
- 15:00《공감 코리아, 우리는 한국인》(월~토요일, 02:00 재방송) - 김태규 아나운서
- 15:00《명사들의 책읽기》(일요일, 02:00 재방송) - 윤지영 아나운서
- 17:00《문화 공감》(재방송) (한민족 수중계) - 윤지영 아나운서
- 17:55《이은선의 영화관, 정여울의 도서관》 (재방송) (1R 수중계) - 이은선, 정여울
- 21:00《KBS 뉴스 9》(1TV 수중계)
- 21:30《임수민의 지금 이 사람》(재방송) (1R 수중계) (평일) - 임수민 아나운서
- 21:20《스포츠 스포츠》(1R 수중계) (주말) - 이창진 아나운서
- 01:00《세월따라 노래따라》(재방송) (한민족 수중계) - 원석현 아나운서

## 종영 프로그램
- 오늘의 신문
- 연속낭독
- 라디오 여행기
- 음악편지
- 사랑의 희망음악
- 사랑의 책방
- 이형걸의 아날로그 라디오
- 희망나무
- 소리로 보는 세상
- 음악 치료실
- 날씨이야기
- 주간복지뉴스브리핑
- 스튜디오 1049
- 힐링 클래식
- 3라디오 북카페
- 3라디오 취업정보센터
- 일요문화광장
- 우리는 한국인입니다
- 씬짜오! 한국이 좋다
- 낭독으로 만나는 세상
- 일자리를 찾습니다
- 3라디오는 내친구
- 3라디오에 물어보세요
- 드림 639
- 이지연의 라디오 상담실

## 주파수
- 본사에서 송출되는 AM 1134kHz(화성 송신소)는 대북방송인 자유코리아방송의 주파수(1143kHz)와 인접하고, 일본 도쿄의 분카 방송과 주파수가 동일하기 때문에 야간에는 두 방송이 혼신이 되는 문제가 있다.
- 지역방송의 자체 프로그램은 없고, 모든 프로그램이 본사 방송의 중계이며, 방송권역은 수도권, 호남, 경남이다.
- 단, FM 라디오 주파수는 수도권 지역에서 수신이 가능하다.

| 지역국                          | 호출부호 | 이전 호출부호 | 송신소명      | 주파수      | 출력  | 송신소 위치                               |
| ------------------------------- | -------- | ------------- | ------------- | ----------- | ----- | ----------------------------------------- |
| KBS 제3라디오 (사랑의 소리방송) | HLKC     | HLKC          | 화성 송신소   | AM 1134kHz  | 500kW | 경기도 화성시 마도면 두곡리 113           |
| KBS 제3라디오 (사랑의 소리방송) | HLKC-SFM | HLKC-SFM      | 관악산 송신소 | FM 104.9MHz | 2kW   | 경기도 안양시 동안구 비산동 산3-1         |
| KBS순천방송국(광주총국)         | HLKC     | HLKZ          | 순천 송신소   | AM 576kHz   | 10kW  | 전라남도 순천시 해룡면 대안리 974-2       |
| KBS전주방송총국                 | HLKC     | HLAS          | 대야 송신소   | AM 675kHz   | 10kW  | 전북특별자치도 군산시 대야면 죽산리 360-4 |
| KBS창원방송총국                 | HLKC     | HLKD          | 가포 송신소   | AM 936kHz   | 10kW  | 경상남도 창원시 마산합포구 가포동 산96    |

## 같이 보기
- SBS 러브FM
- SBS 파워FM
- TBS FM
- Cpbc FM
- YTN 라디오
- EBS 1TV
- KTV 국민방송
- 연합뉴스TV JOB